# Juan Pablo Segovia
Juan Pablo Segovia (Corrientes, 21 de marzo de 1989) es un futbolista argentino, juega de defensa central y su actual equipo es Temperley, de la Primera Nacional de Argentina.

## Trayectoria
Se inició en el club Lanús. Donde permaneció desde el 2007 hasta el 2009, de ahí pasa a Atlanta, equipo de la Primera B Metropolitana, donde logra el Ascenso a la B Nacional en 2011. No sería otro ascenso más para el club de Villa Crespo, ya que disputaría un torneo donde participarían su clásico Chacarita  y River Plate que venía de perder la categoría.
Después de no poder mantener la categoría con Atlanta, Segovia pasa a jugar en el 2013 a Los Andes. Donde se convertiría en figura y una pieza clave del equipo.
Entre sus logros deportivos se encuentra el ascenso del 2014 con Los Andes a la B Nacional. Haciendo también una buena campaña con el equipo peleando los puestos de ascenso y ganándose el cariño de la hinchada "Milrayitas". Dentro de sus goles en el club de Lomas se destaca uno a Independiente Rivadavia en la goleada 4 a 1 en el campeonato de la B Nacional 2015.
En el 2015 pasa a jugar al Deportivo Cuenca, club de la Primera División de Ecuador, en donde a fines del 2016 logran la clasificación a la Copa Sudamericana 2017.
Jugó en Independiente del Valle de Ecuador, Subcampeón de la Copa Libertadores 2016.
En 2019 ficha por el América de Cali, club de la Primera División de Colombia, con el correr de los partidos se fue afianzando a tal punto de convertirse en el capitán del equipo con la llegada de Alexandre Guimaraes, hoy técnico de Atlético Nacional. Fue pieza clave en la obtención del título del Torneo Finalización 2019. 

## Clubes
| Club                    | País      | Año       | PJ  | Goles |
| ----------------------- | --------- | --------- | --- | ----- |
| Lanús                   | Argentina | 2007-09   | 0   | 0     |
| Atlanta                 | Argentina | 2009-13   | 135 | 8     |
| Los Andes               | Argentina | 2013-16   | 8   | 7     |
| Deportivo Cuenca        | Ecuador   | 2016-17   | 44  | 6     |
| Independiente del Valle | Ecuador   | 2017-19   | 81  | 4     |
| América de Cali         | Colombia  | 2019-21   | 72  | 2     |
| Puebla                  | México    | 2021-22   | 54  | 3     |
| Necaxa                  | México    | 2022-2023 | 13  | 0     |
| Montevideo City Torque  | Uruguay   | 2023-2024 |     |       |
| Temperley               | Argentina | 2024-Act. |     |       |

## Palmarés

### Campeonatos nacionales
| Título                | Club            | País      | Año  |
| --------------------- | --------------- | --------- | ---- |
| Torneo Apertura       | Lanús           | Argentina | 2007 |
| Primera B             | Atlanta         | Argentina | 2011 |
| Torneo Finalización   | América de Cali | Colombia  | 2019 |
| Campeonato colombiano | América de Cali | Colombia  | 2020 |